# Cocktail (rose)
Pour les articles homonymes, voir Cocktail.
'Cocktail' est un cultivar de rosier obtenu par Meilland en 1957. Il est distingué par la rose favorite du monde en 2015. 

## Description
Ce rosier remontant se présente comme rosier buissonnant (90 cm à 120 cm de hauteur) ou rosier grimpant (1,80 m à 2,40 m et même plus de 3 m s'il est palissé) dans les climats doux. Ses petites églantines simples de 5 cm à 7 cm forment des bouquets luxuriants. Elles sont de couleur rouge géranium à cœur pâle ou rouge géranium à cœur jaune avec des étamines jaunes et possèdent 5 à 7 pétales. Leur parfum très léger évoque les épices. Le feuillage est d'un beau vert vernissé et la floraison remontante particulièrement exubérante.
'Cocktail' est issu de ('Sondermeldung' x 'Orange Triumph') x 'Phyllis Bide (polyantha, 1923).

## Culture
Sa zone de rusticité s'étend à 5a, mais il a besoin d'être protégé des vents froids et dans une région froide en hiver il se porte mieux s'il est palissé sur un mur au sud. Il a besoin de soleil pour donner une bonne floraison.

## Distinctions
- Certificat du Mérite de Bagatelle 1957
- Rose favorite du monde 2015